# Winter-Asienspiele 2025/Shorttrack
Bei den IX. Winter-Asienspielen wurden zwischen dem 7. und 9. Februar 2025 neun Wettbewerbe im Shorttrack ausgetragen. Ort der Veranstaltung war die Heilongjiang Ice Events Training Centre Multifunctional Hall.

## Bilanz

### Medaillenspiegel
| Platz  | Land                | Gold | Silber | Bronze | Gesamt |
| ------ | ------------------- | ---- | ------ | ------ | ------ |
| 1      | Südkorea            | 6    | 4      | 3      | 13     |
| 2      | Volksrepublik China | 2    | 2      | 4      | 8      |
| 3      | Kasachstan          | 1    | 2      | –      | 3      |
| 4      | Japan               | –    | 1      | 2      | 3      |
| Gesamt | Gesamt              | 9    | 9      | 9      | 27     |

### Medaillengewinner
| Disziplin      | Gold | Silber | Bronze |
| -------------- | --- | --- | --- |
| Männer         | | | |
| 500 m          | Lin Xiaojun | Park Ji-won | Jang Sung-woo |
| 1000 m         | Jang Sung-woo | Park Ji-won | Liu Shaoang |
| 1500 m         | Park Ji-won | Lin Xiaojun | Jang Sung-woo |
| 5000 m Staffel | Kasachstan Ädil Ghaliachmetow Gleb Iwtschenko Denis Nikischa Mersaid Schaxybajew Absal Äschighalijew Aibek Nassen | Japan Tsubasa Furukawa Shuta Matsuzu Daito Ochi Shun Saito Osuke Irie Kota Kikuchi                                                               | Volksrepublik China Lin Xiaojun Liu Shaoang Liu Shaolin Sun Long Li Wenlong Zhu Yiding                              |
| Frauen         | | | |
| 500 m          | Choi Min-jeong | Kim Gil-li | Lee So-youn |
| 1000 m         | Choi Min-jeong | Kim Gil-li | Zhang Chutong |
| 1500 m         | Kim Gil-li | Gong Li | Zang Yize |
| 3000 m Staffel | Volksrepublik China Fan Kexin Gong Li Wang Xinran Zhang Chutong Yang Jingru Zang Yize                             | Kasachstan Alina Äschighalijewa Jana Chan Olga Tichonowa Malika Jermek Seinep Kumarkan Madina Schanbussinowa                                     | Japan Riho Inuzuka Yuki Ishikawa Haruna Nagamori Rina Shimada Miyu Miyashita Kurumi Shimane                         |
| Mixed          | | | |
| Mixed Staffel  | Südkorea Choi Min-jeong Kim Gil-li Kim Tae-sung Park Ji-won Jang Sung-woo Kim Gun-woo Noh Do-hee Shim Suk-hee     | Kasachstan Ädil Ghaliachmetow Jana Chan Denis Nikischa Malika Jermek Absal Äschighalijew Alina Äschighalijewa Olga Tichonowa Mersaid Schaxybajew | Japan Tsubasa Furukawa Riho Inuzuka Shun Saito Rina Shimada Yuki Ishikawa Kota Kikuchi Shuta Matsuzu Miyu Miyashita |